# Fox Sports (Chile)
Fox Sports (Chile) fue un canal de televisión por suscripción chileno, especializado en deportes. En 1996 la cadena compró el canal deportivo Prime Deportiva para relanzarlo como Fox Sports Américas y posteriormente a Fox Sports en 1999. Inició sus transmisiones en 2013, reemplazando en un comienzo a la señal básica de Fox Sports. El 15 de diciembre de 2019, la señal cesó sus emisiones desde el país, siendo reemplazada por programación que viene de la señal sur.

## Historia
El canal deportivo PSN comenzó sus emisiones en Chile con dos señales, básico y prémium. La señal prémium era la misma señal que se encontraba disponible en el resto de Hispanoamérica pero tenía un coste adicional, mientras que la señal básica tenía la misma programación que la señal prémium pero no emitía eventos en vivo. Esta última estaba disponible para todos los suscriptores. Fue el único país de Latinoamérica en donde se ofreció a PSN de esta manera. Con el cierre de PSN debido a la crisis económica que se vivía en Argentina en 2001, las frecuencias usadas por esta cadena en Chile pasan a manos de Fox Sports: PSN Premium comienza a retransmitir la programación de Fox Sports Sur (basado en Argentina) con el nombre de Fox Sports Premium, mientras que PSN Básico pasa a ser Fox Sports Básico, con la misma programación que la señal prémium pero sin eventos en vivo.
En agosto de 2013, Fox Sports Básico fue reemplazada por una señal localizada para ese país con el nombre de Fox Sports Chile, y el 11 de noviembre de 2013 se lanza la primera producción local, Fox Sports Radio Chile, la versión local de Fox Sports Radio, con la conducción de Fernando Solabarrieta.
El 31 de marzo de 2014, se estrenó la versión chilena del programa La última palabra, conducido por Pedro Carcuro. En el primer episodio, fue entrevistado Sergio Jadue, presidente de la ANFP. En el segundo semestre del mismo año, el canal estrena la versión local del noticiero Central Fox, con la conducción de Rodrigo Goldberg y Magdalena Grant, y además se anuncia la llegada del relator Claudio Palma. También se comienza a emitir los amistosos de la Selección de fútbol de Chile, además de obtener los derechos televisivos de las Clasificatorias Sudamericanas rumbo al Mundial de Fútbol Rusia 2018. Fox Sports Premium continuó emitiendo la misma programación en vivo que Fox Sports Chile junto con eventos exclusivos de la señal latinoamericana del canal. También emite producciones originales como +Motor y Fox Fit.
Un año después del lanzamiento del canal, el 24 de octubre de 2014, Fox Sports Premium deja de ser una señal espejo de Fox Sports Argentina y pasa a tener la misma programación que Fox Sports Chile, pero emitiendo eventos deportivos en vivo. El 4 de mayo de 2015, Fox Sports (Premium) es renombrado como Fox Sports 1. Fox Sports Premium Pack cambió su nombre a Fox Sports+, y desde 2017 se le conoce como Fox Sports Premium.
Hasta diciembre de 2019, las señales del canal disponibles dentro del país fueron las señales chilenas de Fox Sports y Fox Sports 1, y las señales latinoamericanas de Fox Sports 2 y Fox Sports 3 (en sus señales Sur). Se podían adquirir estos canales en su totalidad mediante el pago de un paquete denominado «Fox Sports Premium». 
Los estudios de Fox Sports Chile se encontraban ubicados dentro del canal estatal TVN (Bellavista 0990, Providencia), el cual le alquilaba los estudios para desarrollar sus propios programas deportivos.
El 15 de diciembre de 2019, la señal dejó de producir y transmitir programación desde los estudios que tenía en Santiago, volviendo al formato de señales que utilizaban hasta 2013: una señal básica (que no emite programación deportiva en vivo) y otra premium (Fox Sports 1). Esta última sigue siendo ofrecida junto a Fox Sports 2 y Fox Sports 3 (HD) a través de «Fox Sports Premium».
El 1 de diciembre de 2021, Fox Sports fue reemplazado por ESPN 4 en Centroamérica y Sudamérica, mientras que Fox Sports 2 y Fox Sports 3 se mantendrán al aire y en Chile la señal Premium (Fox Sports 1) también seguirá al aire mientras que la señal Básica de Fox Sports en Chile pasó a llamarse ESPN 4.
El 10 de noviembre de 2023 se informó extraoficialmente que el canal Fox Sports 1 pasaría a llamarse ESPN Premium a partir del 15 de febrero de 2024, junto a Fox Sports 2 y Fox Sports 3 que pasarán a llamarse ESPN 7 y ESPN 6 respectivamente. ESPN 4 sería renombrado como ESPN 5 y ESPN Extra por ESPN 4.
De esta manera, se reemplaza definitivamente la marca Fox Sports por ESPN en Chile.

## Señales

### Fox Sports
Antes era llamado popularmente como Fox Sports Básico. En agosto de 2013 se lanzó una subseñal dedicada para Chile con desconexiones territoriales para emitir programación de origen chileno. La subseñal pasó a convertirse en un canal independiente llamado Fox Sports Chile el 11 de noviembre del mismo año en reemplazo de Fox Sports Básico. 
Entre 2013 hasta 2019 hubo una gran cantidad de programas en vivo con contenido chileno como Fox Sports Radio, Central Fox, Agenda Fox Sports, 90 Minutos, Fox Fit, entre otras, a pesar de que sus competencias que tuvo Fox Sports eran en la mayoría retransmitidas, por la señal básica transmitieron en todos los partidos Amistosos de la Selección Chilena Adulta (periodo septiembre de 2014 - junio de 2018) y los partidos por las Clasificatorias a Rusia 2018.
El 15 de diciembre de 2019, la señal dejó de producir y transmitir programación desde los estudios que tenía en Santiago, volviendo a emitir programas desde Argentina y retransmisiones de competencias emitidas previamente.
El 1 de diciembre de 2021 fue renombrado como ESPN 4, a pesar de ser la señal renombrada, se ha mantenido las competencias que emitieron históricamente en Fox Sports, programación histórica de Fox Sports, de tandas comerciales y genéricos con el logotipo de Fox Sports.

### Fox Sports 1
En mayo de 2015, Fox Sports Premium fue renombrado como Fox Sports 1 y empezó a ofrecerse dentro de un paquete de canales de costo adicional denominado Fox Sports Premium Pack, junto con las señales latinoamericanas Fox Sports 2 y Fox Sports 3, canales que también son de costo adicional únicamente en Chile, mientras que en el resto de países, son canales básicos.
La programación era idéntica a la señal básica con programación local, con excepción de algunas competencias en vivo que son exclusivas del pack premium, como la Copa Libertadores, Copa Sudamericana, la WWE, la UFC, entre otras, también transmitieron la programación en vivo que ofrecía Fox Sports en Argentina, luego de la adquisición de 21st Century Fox por parte de Disney se cerraron las producciones de programas en vivo en Chile y Argentina y desde diciembre de 2019 ofrece solo retransmisiones de competencias previamente emitidas en días donde no hay partidos en vivo de la Copa Libertadores, carreras de la Fórmula 1, eventos PPV de la WWE, entre otras, en la actualidad sigue al aire la señal premium por medidas pautadas de mitigación por la FNE por la compra de Disney a Fox.
El 15 de febrero de 2024 fue renombrado como ESPN Premium.

## Fox Sports Premium
Fox Sports Premium (antes Fox Sports Premium Pack HD y Fox Sports+) fue un grupo de canales de televisión por suscripción premium de Fox Sports de origen chileno. Los Canales que estuvierón dentro del paquete Fox Sports Premium fueron; Fox Sports 1, Fox Sports 2 y Fox Sports 3 (HD).
Luego del reordenamiento de las señales de Fox Sports en Chile, 25 de enero de 2014, se crea un paquete de canales llamado Fox Sports Premium Pack (para las señales SD) y otro como Fox Sports Premium Pack HD (para las señales HD), El 4 de mayo de 2015, Fox Sports Premium Pack cambió su nombre a Fox Sports+, y desde enero de 2017 Fox Sports+ cambió su nombre a Fox Sports Premium.[cita requerida]
Con la adquisición de 21st Century Fox por parte de Disney y de la mayoría de las competencias traspasadas desde Fox Sports a ESPN, sigue vigente el pack premium y las señales pertenecientes debido a las condiciones y medidas pautadas de mitigación de la FNE por la compra de Disney a Fox.
El Pack de Fox Sports Premium culminó el 15 de febrero de 2024, sin embargo con el renombre de los canales a ESPN (Fox Sports 1 cambio a ESPN Premium, Fox Sports 3 a ESPN 6 y Fox Sports 2 a ESPN 7) y de las medidas de mitigación de la FNE, los canales del antiguo pack se venden igual como canales Premium, con la salvedad que para el pack no tiene un nombre comercial.[cita requerida]

## Eventos deportivos
Esta fue la cobertura que realizó Fox Sports en Chile entre 2013 y 2021, la gran mayoría compartidos con Fox Sports Latinoamérica, y otros fueron exclusivos de Fox Sports Chile como los partidos Amistosos y Clasificatorios de la Selección Chilena, y los partidos de Chile de la Copa Davis. Además se realizaron varias transmisiones locales de la Copa Libertadores, la Copa Sudamericana, la UEFA Champions League y la Bundesliga.

### Fútbol
- CONMEBOL Libertadores[14]
- CONMEBOL Sudamericana (Exclusivo por Fox Sports 1)
- CONMEBOL Recopa (Exclusivo por Fox Sports 1)
- UEFA Champions League[15]
- UEFA Europa League
- UEFA SuperCup
- Bundesliga[16]
- Supercopa de Alemania
- Serie A
- Eredivisie
- Primeira Liga
- Copa Mundial de Clubes de la FIFA
- Major League Soccer
- Liga MX (Solo partidos de León y Pachuca)
- CONCACAF Liga Campeones
- Primera División de Argentina
- Superliga de China (Solo partidos del Shanghái Shenhua donde jugó Carlos Tévez)
- Amistosos de la Selección de fútbol de Chile (2014-2018)
- Clasificatorias Sudamericanas para la Copa Mundial de la FIFA Rusia 2018 (Excepto partidos de local de la Selección Argentina y Selección de Uruguay) (2015-2017)
- Clasificatorias de Concacaf para la Copa Mundial de la FIFA Rusia 2018 (Solo partidos  de local de la Selección de Estados Unidos) (2015-2017)
- China Cup 2017 (Solo partidos de la Selección Chilena)
- Noche Oro y Cielo (2017)
- Noche Alba (2018-2019)
- Torneo de Verano (Argentina) (Exclusivo por Fox Sports 1)
- Torneo Fox Sports 2019 (Chile)
- Torneo Fox Sports 2019 (Colombia) (Exclusivo por Fox Sports 1)

### Artes Marciales Mixtas
- UFC (Exclusivo por Fox Sports 1, en simultáneo con Fox Premium Action sólo en eventos PPV)[17]
- Bellator MMA

### Deportes Motor
- Fórmula 1 (Exclusivo por Fox Sports 1, en simultáneo con Fox Premium Action)[18]
- Rally Dakar[19]
- Rally Mobil[20]
- Fórmula E

### Lucha Libre
- WWE
  - WWE Raw (Diferido y En Vivo)
  - WWE SmackDown (Diferido y En Vivo)
  - WWE NXT (Highlights)
  - WWE Main Event (Highlights)
  - WWE Vintage
  - WWE Raw (Highlights)
  - WWE Total Divas
  - Eventos PPV de WWE (En Vivo) (Exclusivo por Fox Sports 1, en simultáneo con Fox Premium Action)

### Otros Deportes
- Juegos Olímpicos de Río de Janeiro 2016
- Copa Davis 2018
- Basquetbol BIG3
- NFL (Exclusivo por Fox Sports 1)
- Liga ACB
- Premier Boxing Champions (PBC)

## Programas
Estos son los programas locales históricos que realizó Fox Sports Chile entre 2013-2019.
- 90 Minutos (Chile)
- Central Fox (Chile)
- Fox Sports Radio (Chile)
- Fox Sports Radio Kids (2016-2018)
- NET Nunca es Tarde (Chile)
- La Roja x FOX
- Copadictos
- Agenda Fox Sports (Chile)
- Lo Mejor de Fox Sports
- Fox Players
- Debate Final (Chile)
- Kickoff
- Libertadores x FOX
- Sin Anestesia (Chile)
- 8 Escalones (Chile)
- FTA Tour
- Arrurú FOX Sports
- Detrás del Ídolo
- El Veedor
- Invierno FOX Sports
- Mas Running
- La Última Palabra (Chile)
- Debate final (Chile)
- Fox Gol (Chile)
- Lo Mejor Premium
- Fuzion TV
- Hinchas Pasión Sin Limites
- Los Mundiales en TVN
- Más motor (Chile)[21]
- La Fiesta Chilena del Mundial (Documental)
- El sueño de todos (Película)
- Fox Fit (Panregional)
- A3D (Infomerciales)

## Personalidades del canal
Se incluye a los locutores, comentaristas y conductores de Fox Sports y Fox Sports 1 entre 2013-2019.

## Locutores
- Fernando Solís
- Jaime Muñoz Villarroel
- Fabián Montana

## Logotipos

1999-2001
2001-2009
2009-2012
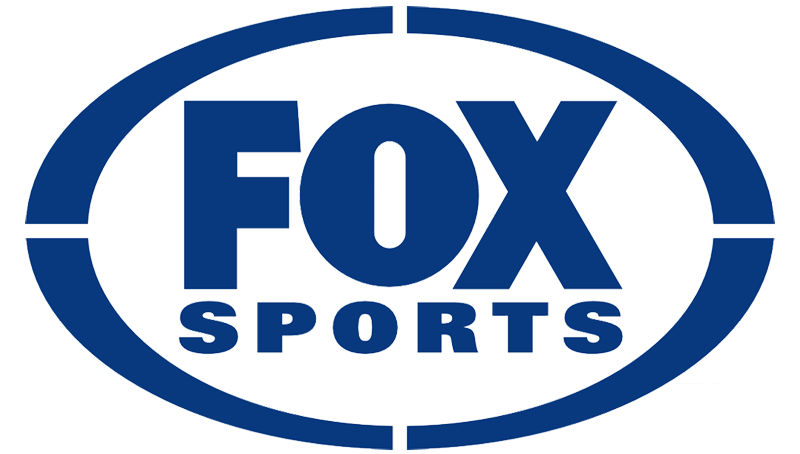
2012
2012-2021